# Майкл Олунга
Майкл Олунга Огада (англ. Michael Olunga Ogada, нар. 26 березня 1994, Найробі) — кенійський футболіст, нападник японського клубу «Касіва Рейсол» і національної збірної Кенії.
Виступав, зокрема, за клуби «Юргорден» і «Гуйчжоу Чжичен». Дворазовий чемпіон Кенії у складі клубу «Гор Магія».

## Клубна кар'єра
У футболі дебютував 2012 року виступами за команду «Ліберті Спорт Академія», в якій провів один сезон.
Згодом з 2013 по 2016 рік грав у оренді у складі команд «Таскер», «Тхіка Юнайтед» та «Гор Магія».
Своєю грою за останню команду привернув увагу представників тренерського штабу шведського клубу «Юргорден», до складу якого приєднався 2016 року. Відіграв за команду з Стокгольма наступний сезон своєї ігрової кар'єри. Більшість часу, проведеного у складі «Юргордена», був основним гравцем атакувальної ланки команди. У складі «Юргордена» був одним з головних бомбардирів команди, маючи середню результативність на рівні 0,44 голу за гру першості.
Протягом 2017—2018 років захищав кольори китайського «Гуйчжоу Чжичен» з якого був орендований іспанською «Жироною».
До складу японського клубу «Касіва Рейсол» приєднався 2018 року. Станом на 25 грудня 2019 року відіграв за команду з Касіви 40 матчів в національному чемпіонаті.
| Дата       | Місто       | Господарі           | Результат | Гості                            | Турнір                                   | Голи | Примітки |
| ---------- | ----------- | ------------------- | --------- | -------------------------------- | ---------------------------------------- | ---- | -------- |
| 29-3-2015  | Вікторія    | Сейшельські Острови | 0 – 2     | Кенія                            | товариський матч                         | -    | 55'      |
| 7-6-2015   | Кігалі      | Кенія               | 2 – 0     | Південний Судан                  | товариський матч                         | 1    | 46'      |
| 14-6-2015  | Овандо      | Республіка Конго    | 1 – 1     | Кенія                            | Відбір до Кубка африканських націй 2017  | -    |          |
| 21-6-2015  | Бахр-Дар    | Ефіопія             | 2 – 0     | Кенія                            | Чемпіонат африканських націй             | -    |          |
| 4-7-2015   | Найробі     | Кенія               | 0 – 0     | Ефіопія                          | Чемпіонат африканських націй             | -    |          |
| 6-9-2015   | Найробі     | Кенія               | 1 – 2     | Замбія                           | Відбір до Кубка африканських націй 2017  | 1    |          |
| 7-10-2015  | Кьюрпайп    | Маврикій            | 2 – 5     | Кенія                            | Відбір до ЧС 2018                        | 1    |          |
| 11-10-2015 | Найробі     | Кенія               | 0 – 0     | Маврикій                         | Відбір до ЧС 2018                        | -    | 90+2'    |
| 13-11-2015 | Найробі     | Кенія               | 1 – 0     | Кабо-Верде                       | Відбір до ЧС 2018                        | 1    |          |
| 17-11-2015 | Прая        | Кабо-Верде          | 2 – 0     | Кенія                            | Відбір до ЧС 2018                        | -    |          |
| 22-11-2015 | Аддис-Абеба | Кенія               | 2 – 0     | Уганда                           | Кубок КЕСАФА                             | 1    |          |
| 25-11-2015 | Аваса       | Кенія               | 1 – 1     | Бурунді                          | Кубок КЕСАФА                             | 1    |          |
| 27-11-2015 | Аваса       | Кенія               | 1 – 3     | Занзібар                         | Кубок КЕСАФА                             | -    |          |
| 1-12-2015  | Аддис-Абеба | Руанда              | 0 – 0     | Бурунді                          | Кубок КЕСАФА                             | -    | 18'      |
| 23-3-2016  | Бісау       | Гвінея-Бісау        | 1 – 0     | Кенія                            | Відбір до Кубка африканських націй 2017  | -    |          |
| 27-3-2016  | Найробі     | Кенія               | 0 – 1     | Гвінея-Бісау                     | Відбір до Кубка африканських націй 2017  | -    |          |
| 5-6-2016   | Найробі     | Кенія               | 2 – 1     | Республіка Конго                 | Відбір до Кубка африканських націй 2017  | -    | 80'      |
| 7-6-2015   | Кампала     | Уганда              | 0 – 0     | Кенія                            | товариський матч                         | -    | 83'      |
| 4-9-2016   | Ндола       | Замбія              | 1 – 1     | Кенія                            | Відбір до Кубка африканських націй 2017  | -    | 65'      |
| 4-10-2016  | Кіншаса     | ДР Конго            | 0 – 1     | Кенія                            | товариський матч                         | 1    |          |
| 12-11-2016 | Найробі     | Кенія               | 1 – 0     | Мозамбік                         | товариський матч                         | -    |          |
| 15-11-2016 | Найробі     | Кенія               | 1 – 0     | Ліберія                          | товариський матч                         | -    | 65'      |
| 23-3-2017  | Мачакос     | Кенія               | 1 – 1     | Уганда                           | товариський матч                         | 1    | 61'      |
| 26-3-2017  | Мачакос     | Кенія               | 2 – 1     | ДР Конго                         | товариський матч                         | 2    |          |
| 10-6-2017  | Фрітаун     | Сьєрра-Леоне        | 2 – 1     | Кенія                            | Відбір до Кубка африканських націй 2019  | 1    |          |
| 5-10-2017  | Басра       | Ірак                | 2 – 1     | Кенія                            | товариський матч                         | 1    |          |
| 8-10-2017  | Нонтабурі   | Таїланд             | 1 – 0     | Кенія                            | товариський матч                         | -    |          |
| 24-3-2018  | Марракеш    | Кенія               | 2 – 2     | Коморські Острови                | товариський матч                         | -    |          |
| 27-3-2018  | Марракеш    | Кенія               | 2 – 3     | Центральноафриканська Республіка | товариський матч                         | 1    |          |
| 8-9-2018   | Найробі     | Кенія               | 1 – 0     | Гана                             | Відбір до Кубка африканських націй 2019  | -    |          |
| 10-10-2018 | Аддис-Абеба | Ефіопія             | 0 – 0     | Кенія                            | Відбір до Кубка африканських націй 2019  | -    | 37'      |
| 14-10-2018 | Найробі     | Кенія               | 3 – 0     | Ефіопія                          | Відбір до Кубка африканських націй 2019  | 1    | 90+2'    |
| 7-6-2019   | Бондуфль    | Кенія               | 1 – 0     | Мадагаскар                       | товариський матч                         | -    | 46'      |
| 14-6-2019  | Мадрид      | ДР Конго            | 1 – 1     | Намібія                          | товариський матч                         | 1    | 82'      |
| 23-6-2019  | Каїр        | Алжир               | 2 – 0     | Кенія                            | Кубок африканських націй 2019 - 1-й етап | -    |          |
| 27-6-2019  | Каїр        | Танзанія            | 2 – 3     | Кенія                            | Кубок африканських націй 2019 - 1-й етап | 2    |          |
| 1-7-2019   | Каїр        | Кенія               | 0 – 3     | Сенегал                          | Кубок африканських націй 2019 - 1-й етап | -    |          |
| 8-9-2019   | Найробі     | Кенія               | 1 – 1     | Уганда                           | товариський матч                         | -    |          |
| 13-10-2019 | Найробі     | Кенія               | 0 – 1     | Мозамбік                         | товариський матч                         | -    |          |
| 14-11-2019 | Александрія | Єгипет              | 1 – 1     | Кенія                            | Відбір до Кубка африканських націй 2021  | 1    |          |
| 18-11-2019 | Найробі     | Кенія               | 0 – 1     | Того                             | Відбір до Кубка африканських націй 2021  | -    |          |
| Усього     |             | Матчів              | 41        |                                  | Голів                                    | 18   |          |

## Титули і досягнення
- Чемпіон Кенії (2):

«Гор Магія»: 2014, 2015
- Володар Кубка Прем'єр-ліги Кенії (2):

«Таскер»: 2013
«Гор Магія»: 2015
- Володар Суперкубка Кенії (2):

«Таскер»: 2013
«Гор Магія»: 2015
- Володар Кубка Еміра Катару (1):

«Ад-Духаїль»: 2022
- Володар Кубка наслідного принца Катару (1):

«Ад-Духаїль»: 2023
- Чемпіон Катару (1):

«Ад-Духаїль»: 2022-23
- Володар Кубка зірок Катару (2):

«Ад-Духаїль»: 2022-23, 2024-25
- Найкращий бомбардир Ліги чемпіонів АФК (1): 2021